# Corydendrium parasiticum
Corydendrium parasiticum är en nässeldjursart som först beskrevs av Carl von Linné 1767.  Corydendrium parasiticum ingår i släktet Corydendrium och familjen Oceanidae. Inga underarter finns listade i Catalogue of Life.